# Begonia floccifera
Espèce
Begonia floccifera est une espèce de plantes de la famille des Begoniaceae. Ce bégonia est originaire d'Inde. L'espèce fait partie de la section Reichenheimia. Elle a été décrite en 1869 par Richard Henry Beddome (1830-1911). L'épithète spécifique est formée à partir de floccus, touffe ou flocon de laine, et du verbe ferre, porter.

## Description

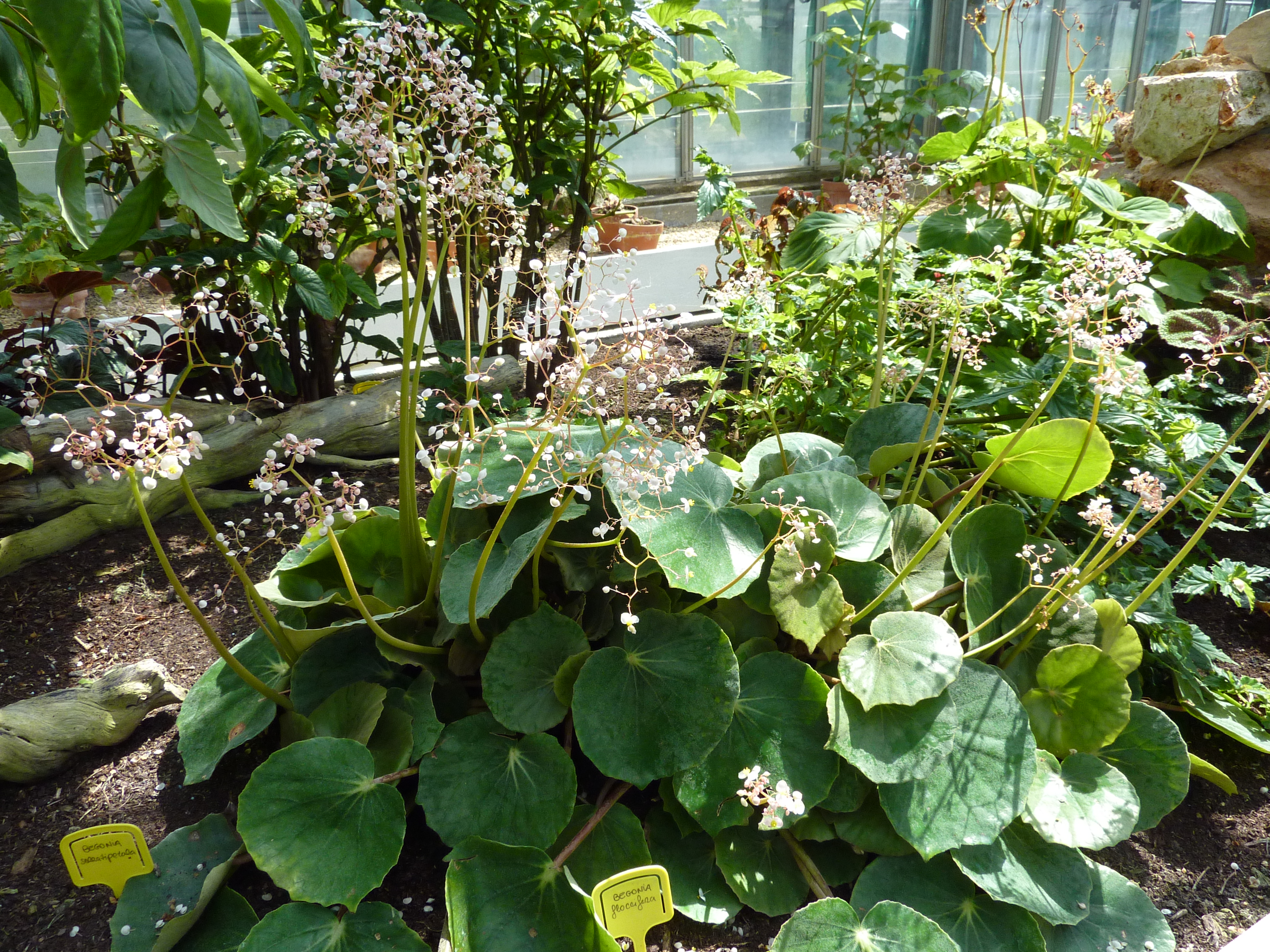
Vue d'ensemble d'un Begonia floccifera cultivé

## Répartition géographique
Cette espèce est originaire du pays suivant : Inde.